# Гупиль, Рене
Рене́ (Рена́т) Гупи́ль (фр. Rene Goupil SJ ; 15 мая 1608, Сан-Мартен-дю-Буа, Франция — 23 сентября 1642, Канада) — святой Римско-Католической Церкви, хирург, член монашеского ордена иезуитов, миссионер, мученик. Рене Гупиль считается первым канадским святым.

## Биография
16 марта 1639 года Рене Гупиль вступил в новициат монашеского ордена иезуитов в Шантийи. Через некоторое время из-за плохого здоровья был вынужден покинуть своё послушничество у иезуитов и стал помогать монахам в уходе за больными в качестве добровольца. В 1640 году Рене Гупиль приехал в иезуитскую миссию, находившуюся в Канаде, где в течение двух лет проработал хирургом в больницах Квебека. В 1642 году принял участие в экспедиции, во время которой в присутствии иезуита Исаака Жога принял монашеские обеты. Во время этой экспедиции был захвачен ирокезами. Имея возможность бежать из плена, Рене Гупиль не оставил Исаака Жога. В плену был подвергнут пыткам и убит ирокезами.

## Прославление
Рене Гупиль был беатифицирован в 1922 году и канонизирован папой Пием XI в 1930 году вместе с другими канадскими мучениками.

## Источник
- Hugo Hoever SOCist: Żywoty świętych Pańskich. przekład Zbigniew Pniewski. Warmińskie Wydawnictwo Diecezjalne, 1983, стр. 381.